# Circus Bassie en Adriaan

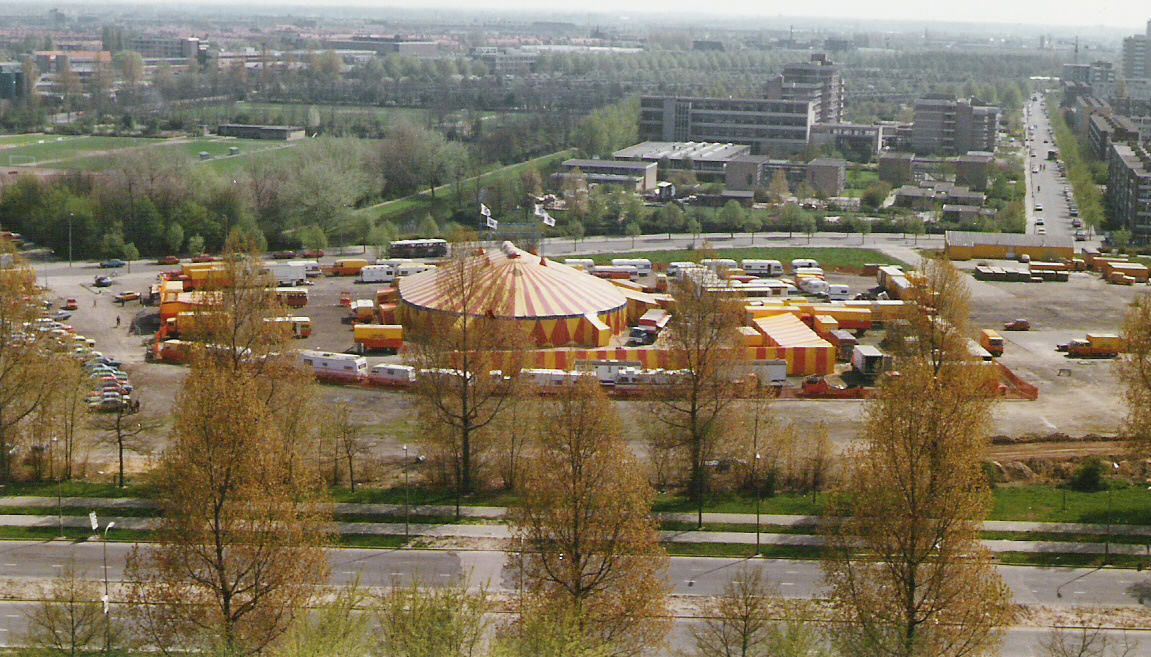
Circus Bassie en Adriaan omstreeks 1981 te Utrecht

Circus Bassie en Adriaan was de naam van het circus waarmee het Nederlandse televisieduo Bassie en Adriaan door Nederland en België toerde in 2 periodes: 1980-1982 en 1985-1989. Tijdens de eerste periode was het circus in handen van Joop van den Ende, Bas en Aad van Toor en heette het circus "TROS Circus Bassie en Adriaan". Tijdens de tweede periode was Circus Bassie en Adriaan het omgebouwde Circus Renz. Er verschenen van de voorstellingen een aantal televisieregistraties onder de naam Bassie en Adriaan in het circus.

## Periode 1980-1982
Het plan voor Circus Bassie en Adriaan was er al in 1978 door Joop van den Ende. Echter durfden destijds Bas en Aad van Toor het nog niet echt aan. Bovendien hadden zij nog veel ander werk te doen. Optredens in binnen- en buitenland waren aan de lopende band. In de zomer van 1979 ging de kogel door de kerk. Circus Renz had Bassie en Adriaan gevraagd een paar voorstellingen te geven als publiekstrekker in ruil voor opnames van de televisieserie. Circus Renz stond toen op Texel en om de drukke veerpont te ontlopen gingen de broers er met een vliegtuigje heen. Toen ze een uur voor de voorstelling over de tent vlogen stonden rijen mensen voor de kassa van een paar honderd meter. Toen waren Bas en Aad het er over eens en zagen zij het zitten: als zij hier zoveel mensen konden trekken, konden ze dat ook met een eigen circus.
Uiteindelijk werd circus Bassie en Adriaan in december 1979 aangekondigd. Na een voorpremière op 28 maart 1980 in Haarlem, en een daarop aansluitende serie van elf proefvoorstellingen (in Haarlem en Hoorn) vond op zondagavond 20 april 1980 op het Zuidplein in Rotterdam de landelijke gala-première plaats. Joop van den Ende deed een investering van tussen de één en twee miljoen. Er waren negentig mensen in dienst en de karavaan bestond uit tachtig voertuigen. Bassie en Adriaan scoorde op dat moment op televisie dichtheden van ruim vier miljoen en een waardering van 7,4. In acht maanden trokken zij langs meer dan zeventig Nederlandse steden en middelgrote plaatsen, waar dagelijks minstens twee circusvoorstellingen werden gegeven. Het eerste seizoen trok 589.000 bezoekers. 
Naast Bassie en Adriaan die ook als de The Crocksons in het programma officieel tot 30 november 1980 stonden, omvatte het repertoire van Circus Bassie en Adriaan een hoogdraad act (Ramirez en Comp), een zeehondennummer (Vivi Cristgau), berendressuur (Annie Vienne), een leeuwennummer (Maurice Vienne), olifanten, kamelen en paarden (Josef Holzmuller), Kozakkengroep (Les Kaiser) en de goochelaar André du Lord (Aart de Heer, halfbroer Bas en Aad), die tevens als spreekstalmeester optrad. Zijn assistente was Sjaan, de eerste vrouw van Aad.
Er was afgesproken dat Van den Ende de dagelijkse leiding op zich zou nemen, Aad de artistieke leiding en Bas pers en publiciteit. Maar Van den Ende had het werk met een circus onderschat volgens Aad van Toor en kreeg daardoor geen tijd meer voor zijn theaterbureau. Van den Ende stelde zijn jeugdvriend Wim de Jong als bedrijfsleider voor het circus aan. Echter na een week werd Aad belast met de dagelijkse leiding van het circus en Bas kreeg de taak van de tourneeplanning er bij. Tussendoor werd de serie De huilende professor opgenomen. Door stress en vermoeidheid werd de onderlinge verhouding tussen Bas, Aad en Van den Ende er niet beter op.
Oorspronkelijk wilden Bas en Aad op 13 augustus 1980 een punt achter hun stoelennummer The Crocksons zetten, precies 25 jaar na hun eerste optreden onder die naam. Zij stelden dit echter speciaal voor het eerste seizoen van het circus uit. 
Bas kreeg een ongeluk tijdens een voorstelling op het Lakerveld in de Rotterdamse Zuidwijk op 25 september 1981. Voor de ogen van een ontsteld publiek viel clown Bassie uit de trapeze van een hoogte van acht meter. Hij viel in het vangnet, maar viel daarbij zo ongelukkig dat hij een scheurtje in zijn heup opliep, evenals een gekneusde rib en een kwetsuur aan zijn maag. De voorstellingen van dat weekeinde in Rotterdam gingen niet door, omdat Bas in het Rotterdamse Dijkzigtziekenhuis moest verblijven tot 5 oktober.
In 1981 verkocht Aad zijn aandelen en in 1982 deed Bas dit ook. Van 26 maart t/m 25 april 1982 werd vervolgens de naam van het circus hernoemd tot Joop van den Ende's Nationaal Showcircus, waar Bassie en Adriaan in de namiddag optraden en André Hazes in de avondvoorstellingen. Dat werd een totale mislukking. Vervolgens werd het circus vanaf 1 mei 1982 weer hernoemd tot Circus Bassie en Adriaan. Op 17 oktober 1982 werd de laatste voorstelling gegeven met dit circus in Nijmegen.

### Tournee (incompleet)

#### Nederland
1980:
- Haarlem (28 maart - 2 april 1980) (12 proefvoorstellingen)
- Den Haag (5-13 april 1980)
- Rotterdam (15-23 april 1980)
- Leeuwarden (3-7 mei 1980)
- Assen (10-12 mei 1980)
- Meppel (14-15 mei 1980)
- Vlaardingen (23-26 mei 1980)
- Geleen (8-10 juli 1980)
- Coevorden (21-23 juli 1980)
- Doorn (26-28 juli 1980)
- Zandvoort (29-30 juli 1980)
- Amsterdam (19-24 augustus 1980)
- Rijswijk (27-28 augustus 1980)
- Velsen-Noord (30-31 augustus 1980)
- Alblasserdam (16-17 september 1980)
- Den Helder (30 september- 1 oktober 1980)
- Volendam (3 oktober 1980)
- Purmerend (4-5 oktober 1980)
- Eindhoven (9-12 oktober 1980)
- Lierop (15 oktober 1980)
- Mill (16 oktober 1980)
- Oss (17-19 oktober 1980)
- Arnhem (21-26 oktober 1980)
- Heerlen (29-30 oktober 1980)
- Schiedam (1-2 november 1980)
- Amsterdam Koninklijk Theater Carré (21-30 november 1980) (start theatertour en laatste keer The Crocksons)
- Roosendaal (6-7 december 1980)
- Bovenkarspel (10 december 1980)
- Alkmaar (13-14 december 1980)
- Leeuwarden (17 december 1980)
- Groningen (20-21 december 1980)
- Maastricht (25-28 december 1980)
- Goes (30 december 1980) (einde theatertour; einde tournee 1980)

1981:
- Den Haag (28 maart - 1 april)
- Vlaardingen (25-26 april 1981)
- Nieuwerkerk aan den IJssel (27 april 1981)
- Dordrecht (28-29 april 1981)
- Veghel (15-17 mei 1981)
- Mierlo (18 mei 1981) [3]
- Nuenen (19 mei 1981)
- Son en Breugel (20 mei 1981)
- Maastricht (1-3 juli 1981)
- Kerkrade (4-5 juli)
- Heerlen (6-8 juli 1981)
- Valkenburg (10-13 juli 1981)
- Hoensbroek (14 juli 1981)
- Brunssum (15-16 juli 1981)
- Geleen (17-19 juli 1981)
- Susteren (21 juli 1981)
- Echt (22-23 juli 1981)
- Weert (25-26 juli 1981)
- Dinxperlo (4 augustus 1981)
- Brielle (21 september 1981)
- Spijkenisse (22 september 1981)
- Hoogvliet (23 september 1981)
- Hellevoetsluis (24 september 1981)
- Rotterdam (25 september - 4 oktober 1981) (op verschillende locaties; geannuleerd vanwege val Bas van Toor)
- Sliedrecht (7 oktober 1981)
- Zwijndrecht (8 oktober 1981)
- Papendrecht (9 oktober 1981)
- Delft (10-11 oktober 1981)
- Zoetermeer (12-13 oktober 1981)
- Capelle aan den IJssel (14 oktober 1981)
- Amsterdam (7-15 november 1981) (14 en 15 november speciale sinterklaasvoorstellingen; einde tournee 1981)

1982:
- Den Haag (26-28 maart 1982) (start Joop van den Ende's Nationaal Showcircus)
- Haarlem (30-31 maart 1982)
- Breda (16-18 april 1982) (laatste keer André Hazes)
- Vlijmen (19 april 1982)
- Wijk bij Duurstede (21 april 1982)
- Leersum (22 april 1982)
- Arnhem (23-25 april 1982) (einde Joop van den Ende's Nationaal Showcircus)[4]
- Druten (27 april 1982) (herstart Circus Bassie en Adriaan)
- Groesbeek (28 april 1982)
- 's Hertogenbosch (1-2 mei 1982)
- Rijen (3 mei 1982)
- Vught (5-6 mei 1982)
- Gemert (7 mei 1982)
- Deurne (8 mei 1982)
- Geldrop (9 mei 1982)
- Best (10 mei 1982)
- Mierlo (11 mei 1982) [5]
- Oirschot (12 mei 1982)
- Hilvarenbeek (13 mei 1982)
- Eindhoven (14-16 mei 1982)
- Nijmegen (15-17 oktober 1982) (laatste voorstellingen Circus Bassie en Adriaan)

#### België
- Turnhout (18 mei 1982)
- Essen (19 mei 1982)
- Kalmthout (20 mei 1982)
- Schoten (21 mei 1982)
- Wilrijk (22-23 mei 1982)
- Duffel (24 mei 1982)
- Herenthout (25 mei 1982)
- Mol (26 mei 1982)
- Herentals (27 mei 1982)
- Heusden (28 mei 1982)
- Hasselt (29 t/m 31 mei 1982)
- Zottegem (16 juli 1982)
- Aalst (17 en 18 juli 1982)
- Asse (19 juli 1982)
- Merchtem (20 juli 1982)
- Herzele (21 juli 1982)
- Liedekerke (22 juli 1982)
- Willebroek (23 juli 1982)
- Mechelen (24 en 25 juli 1982)
- Boom (26 juli 1982)
- Schelle (27 juli 1982)
- Temse (28 juli 1982)
- Niel (29 juli 1982)
- Hoboken (30 juli 1982)
- Brasschaat (31 juli en 1 augustus 1982)
- Schilde (2 augustus 1982)
- Zandhoven (3 augustus 1982)
- Mortsel (4 augustus 1982)
- Nijlen (6 augustus 1982)
- Wommelgem (7 augustus 1982)
- Boechhout (8 augustus 1982)
- Bonheiden (9 augustus 1982)
- Heist op den Berg (10 augustus 1982)
- Lommel (12 augustus 1982)
- Peer (13 augustus 1982)
- Genk (14 en 15 augustus 1982)
- Lanaken (16 augustus 1982)

## 1985-1989
In 1985 vroeg de directeur van Circus Renz, Nol van der Vegt, aan Bassie en Adriaan of zij een seizoen bij hem wilden werken. Ze kwamen tot een compromis. In het voor- en najaar werd het circus voor 3 weken omgebouwd tot “Circus Bassie en Adriaan”. Dat was zo succesvol dat ze het jaar daarop twee keer een maand optraden en de jaren daarna werd het zelfs twee keer zes weken. In deze periode namen ze ook in het circus de televisieseries Het geheim van de schatkaart (1987) en een aantal afleveringen van Leren & Lachen met Bassie & Adriaan (1985) op.
In 1988 werd Nol van der Vegt ernstig ziek, hij zou hoogstens nog een jaar te leven hebben. Hij droomde al een hele tijd om met een grote, nieuwe circustent te reizen. De nieuwe circustent werd gekocht, alleen heeft Van der Vegt dit niet meer mee kunnen maken: hij overleed in februari 1989 aan longkanker. Zijn vrouw en zoon Herman Renz kwamen toen alleen te staan. Bassie en Adriaan besloten daarop om nog één seizoen te blijven werken in het circus om de omzet en de populariteit van het circus hoog te houden, en te reizen met de nieuwe circustent zoals Van der Vegt zijn droom was. Dit deden ze met de gedachte om na dat seizoen te stoppen (om de serie De geheimzinnige opdracht te produceren), iets wat ze eigenlijk al een seizoen eerder hadden willen doen maar wat toen niet ter sprake kwam vanwege de ziekte van Van der Vegt. Na enkele pesterijen van het personeel vanwege het plannen om te stoppen, stopten de broers een aantal weken eerder dan gepland definitief met het circusleven. Voor de geannuleerde voorstellingen kreeg het publiek z'n geld terug.
Daarna trokken Bas en Aad van Toor door Nederland en België met de "Bassie & Adriaan Lachspektakelshow" in theaters en sporthallen.

### Tournee (incompleet)

#### Nederland
- Capelle aan den IJssel  (1 juli 1987)
- 's-Gravenzande (2 juli 1987)
- Maasland (3 juli 1987)
- Wateringen (4 juli 1987)
- Delft (5 juli 1987)
- Soest (6 juli 1987)
- Soesterberg (7 juli 1987)
- Vianen (8 juli 1987)
- Almere-Stad (9 juli 1987)
- Almere Haven (10 juli 1987)
- Amersfoort Hoogland (11 en 12 juli 1987)
- Alblasserdam (14 juli 1987)
- Papendrecht (15 juli 1987)
- H.I. Ambacht (16 juli 1987)
- Puttershoek (17 juli 1987)
- Oud Belerland (18 juli 1987)
- Made (19 juli 1987)
- Oostvoorne (21 juli 1987)
- Rozenburg (22 juli 1987)
- Ridderkerk (23 juli 1987)
- Vlaardingen (25 en 26 juli 1987)
- Krimpen aan de Lek (27 juli 1987)
- Zwijndrecht (28 juli 1987)
- Moordrecht (29 juli 1987)
- Mijndrecht (30 juli 1987)
- Alpen a/d Rijn (31 juli 1987)
- Zoetermeer (1 en 2 augustus 1987)
- Hoofddorp (4 augustus 1987)
- Hillegom (5 augustus 1987)
- Heemstede (5 augustus 1987)
- Weesp (7 augustus 1987)
- Nijmegen Duckenburg (8 augustus 1987)
- Nijmegen Kelfkensbos (9 augustus 1987)
- Amerongen (11 augustus 1987)
- Rhenen (12 augustus 1987)
- Budel (13 augustus 1987)
- Beek en Donk (14 augustus 1987)
- Oosterwijk (15 augustus 1987)
- Drunen (16 augustus 1987)
- Zeist (18 augustus 1987)
- Harderwijk (19 augustus 1987)
- Ermelo (20 augustus 1987)
- Dieren (21 augustus 1987)
- Arnhem (22 en 23 augustus 1987)
- Rheden (25 augustus 1987)
- Oss (26 augustus 1987)
- Loon op Zand (27 augustus 1987)
- Klundert (28 augustus 1987)
- Oud Gastel (29 augustus 1987)
- Bergen op Zoom (30 augustus 1987)
- Abcoude (1 september 1987)
- Woerden (2 september 1987)
- Hardinxveld- Giessendam (2 september 1987)
- Sliedrecht (19 december 1987)
- Den Briel (20 december 1987)
- Hellevoetsluis (21 december 1987)
- Dordrecht (22 december 1987)
- Venlo (24, 25, 26 en 27 december 1987)
- Valkenswaard (28 december 1987)
- Leusden (2 september 1988)
- Hank (3 september 1988)
- Overschie (4 september 1988)
- Raamsdonksveer (6 september 1988)
- Doorn (7 september 1988)
- Rotterdam (Hillegersberg) (8 september 1988)
- Hoogvliet  (9 september 1988)
- Rotterdam (centrum) (10 en 11 september 1988)
- Waddinxveen (12 september 1988)
- Purmerend (13 en 15 september 1988)
- Beverwijk (16 september 1988)
- Alkmaar (17 en 18 september 1988)
- Medemblik (20 september 1988)
- Kampen (21 september 1988)
- Epe (22 september 1988)
- Vaassen (23 september 1988)
- Ede (24 september 1988)
- Kaatsheuvel (25 september 1988)
- Heeze (27 september 1988)
- Asten (28 september 1988)
- Venray (29 september 1988)
- Tegelen (30 september 1988)
- Helmond (1 en 2 oktober 1988)
- Berkel Enschot (4 oktober 1988)
- Goirle (5 oktober 1988)
- Best (6 oktober 1988)
- Son en Breugel (7 oktober 1988)
- Oss (8 en 9 oktober 1988)
- Nuenen (11 oktober 1988)
- Deurne (12 oktober 1988)
- Veldhoven (13 oktober 1988)
- Eindhoven (14, 15 en 16 oktober 1988)
- Leidschendam (18 oktober 1988)
- Oegstgeest (19 oktober 1988)
- Den Haag (20, 21, 22, 23 oktober 1988)
- Katwijk (9 en 10 december 1988)
- 's Hertogenbosch (22 en 23 juli 1989)
- Oisterwijk (25 juli 1989)
- St. Willebrord (26 juli 1989)
- Zwijndrecht (27 juli 1989)
- De Lier (28 juli 1989)
- Hoek van Holland (29 en 30 juli 1989)
- Made (2 augustus 1989)
- Kaatsheuvel (3 augustus 1989)
- Hilvarenbeek (4 augustus 1989)
- Reusel (5 augustus 1989)
- Vessem (6 augustus 1989)
- Gemert (8 augustus 1989)
- Weert (9 augustus 1989)
- Best (10 augustus 1989)
- Eindhoven (11 tm 13 en 15 tm 16 augustus 1989)
- Sint-Oedenrode (17 augustus 1989)
- Tilburg (18, 19 en 20 augustus 1989)
- Bergeijk (22 augustus 1989)
- Uden (23 augustus 1989)
- Renkum (24 augustus 1989)
- Oosterbeek (25 augustus 1989)
- Zutphen (26 en 27 augustus 1989)
- Zelhem (29 augustus 1989)
- Lichtenvoorde (30 augustus 1989)
- Lochem (31 augustus 1989)
- Goor (1 september 1989)
- Borne (2 september 1989)
- Lochem (3 september 1989)
- Ruurlo (5 september 1989)
- Dedemsvaart (6 september 1989)
- Coevorden (7 september 1989)
- Heereveen (9 en 10 september 1989)
- Marum (13 september 1989)
- Leek (14 september 1989)
- Damwoude (15 september 1989)
- Burgum (16 september 1989)
- Gorredijk (17 september 1989)
- Dokkum (19 september 1989)
- Oosterwolde (20 september 1989)
- Lemmer (21 september 1989)
- Harlingen (22 september 1989)
- Alkmaar (23 en 24 september 1989)
- Castricum (26 en 27 september 1989)
- Hilversum (5 november 1989) (laatste voorstelling)
- Maastricht (7 t/m 11 november 1989) (geannuleerd)

#### België
- Maasmechelen (29 december 1987)
- Kortrijk (30 december 1987)
- Tielt (2 januari 1988)
- Brugge (3 januari 1988)
- Antwerpen
- Gent
- Mechelen
- Ronse
- Zottegem
- Diksmuide
- Herentals
- Lochristi
- Ninove